# جيمي سميث (لاعب كرة قدم أمريكية أمريكي)
جيمي سميث (بالإنجليزية: Jimmy Smith)‏ هو لاعب كرة قدم أمريكية أمريكي، ولد في 26 يوليو 1988 في فونتانا في الولايات المتحدة.

## وصلات خارجية
- جيمس سميث على موقع إي إس بي إن.كوم (أن.أف.أل)3
- جيمس سميث على موقع مرجع كرة القدم المحترفة.كوم (الإنجليزية)